# ريع الوقف
ريع الوقف الزيادة أو الدخل الذي يحصل من تنمية الوقف بأي نوع من أنواع الاستثمار، ويصرف على عمارة الوقف بالدرجة الاولى وفي مصارف الوقف الموقوع عليها، تحقيقاً لشرط الواقف.

## المقصود بريع الوقف
الريع في اللغة: النماء والزيارة، ويقال: إن ريع الدروع فضول أكمامها، والريع: الرجوع إلى الشيء، ويقال: أراعت الإبل: كثر أولادها.
والريع في الاصطلاح: الفائدة أو الدخل الذي يحصل من تنمية الوقف بأي نوع من أنواع الاستثمار المشروع.

## مصارف ريع الوقف
الأصل في التصرف بريع الوقف أن يُصرف في المصارف الموقوف عليها، فإذا لزم الوقف أصبح ريعه من حق الموقوف عليهم وملكاً لهم، سواء أكانوا معينين، أم غير معينين كالفقراء والمساكين، ويتبع في صرف الريع للمستحقين شرط الواقف.

### تمويل عمارة الوقف
عمارة الموقوف تكون من ريعه وغلته، وهي مقدمة على جميع المصارف، فتقدم على توزيع الريع على المستحقين؛ لأن قصد الواقف صرف الغلة مؤبداً، ولا تبقى دائمة إلا بعمارتها، وما بقي بعد العمارة يصرف للمستحقين، وهذا ما عليه جمهور الفقهاء من الحنفية والمالكية والشافعية.

## فاضل ريع الوقف
ما فضل من ريع الوقف يصرف في مثله: قال ابن تيمية: "وما فضل من ريع وقف عن مصلحته صرف في نظيره أو مصلحة المسلمين من أهل ناحيته ولم يحبس المال بلا فائدة"، وقد كان عمر بن الخطاب كل عام يقسم كسوة الكعبة بين الحجيج؛ وكذلك المستغنى عنه من الحصر ونحوها وأمر بتحويل مسجد الكوفة من مكان إلى مكان حتى صار موضع الأول سوقاً.